# アセチルキタサマイシン
アセチルキタサマイシン（acetylkitasamycin）とは、16員環マクロライド系抗菌薬の化合物群である。単一の化合物ではなく、複数のマクロライド系抗菌薬であるロイコマイシン類を、人工的に化学構造を変えた薬物の混合物である。

## 組成
アセチルキタサマイシンは、ロイコマイシンA3と、ロイコマイシンA4と、ロイコマイシンA6を、人工的に化学構造を変えた混合物である。

## 用法
アセチルキタサマイシンは、トローチとして口腔内で用いられた。

## キタサマイシン
参考までに、名称が似ているキタサマイシンも混合物だが、こちらはロイコマイシンA5を主成分とした、ロイコマイシンA1、ロイコマイシンA3、ロイコマイシンA4、ロイコマイシンA5、ロイコマイシンA6、ロイコマイシンA7、ロイコマイシンA8、ロイコマイシンA9、ロイコマイシンA13の混合物である。したがって、ロイコマイシンA5を主成分とするキタサマイシンと、ロイコマイシンA5を原料としていないアセチルキタサマイシンとでは、主成分が大きく異なる。
しかも、キタサマイシンはStreptomyces kitasatoensisが産生する抗生物質であって、人工的に化学構造の変換を行っていない。したがって、キタサマイシンは抗生物質とも呼べるものの、アセチルキタサマイシンは半合成抗菌薬であって抗生物質の定義から外れるという違いも有る。